# 샹윈현

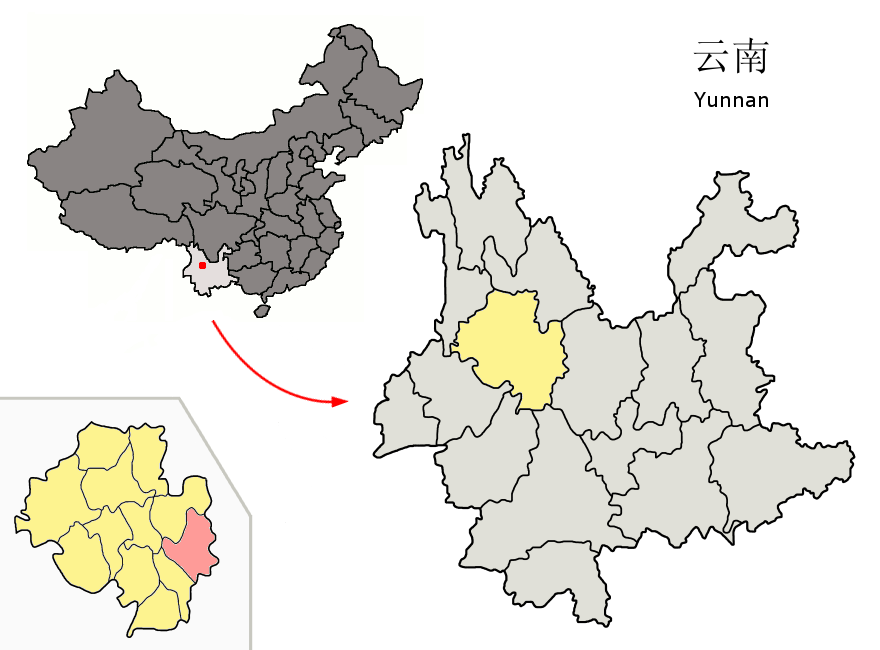
샹윈 현의 위치

샹윈현(한국어: 상운현, 중국어: 祥云县, 병음: Xiángyún Xiàn)은 중화인민공화국 윈난성 다리 바이족 자치주의 현급 행정구역이다. 넓이는 2498km2이고, 인구는 2007년 기준으로 460,000명이다.

## 행정 구역
8개 진, 1개 향, 1개 민족향을 관할한다.
- 진: 祥城镇, 沙龙镇, 云南驿镇, 下庄镇, 普棚镇, 刘厂镇, 禾甸镇, 米甸镇.
- 향: 鹿鸣乡.
- 민족향: 东山彝族乡.